# S/2016 J 3
S/2016 J 3 este un mic satelit natural exterior al lui Jupiter descoperit de Scott S. Sheppard pe 9 martie 2016, folosind telescopul Magellan-Baade de 6,5 metri de la Observatorul Las Campanas, Chile. A fost anunțat de Minor Planet Center 7 ani mai târziu, pe 5 ianuarie 2023, după ce observațiile au fost colectate pe un interval de timp suficient de lung pentru a confirma orbita satelitului. 
S/2016 J 3 face parte din grupul Carme, un grup strâns de sateliți neregulați retrograzi ai lui Jupiter care urmează orbite similare cu Carme la semiaxe mari între 22-24 milioane de kilometri, excentricități orbitale între 0,2–0,3 și înclinații între 163–166°. Are un diametru de aproximativ 2 km (1,2 mi) pentru o magnitudine absolută de 16,7. 